# Erichsenia uncinata
Genre
Espèce
Erichsenia uncinata  est une espèce de plantes à fleurs dicotylédones de la famille des Fabaceae, sous-famille des Faboideae, originaire d'Australie. C'est l'unique espèce acceptée du genre Erichsenia (genre monotypique).